# Kellogg (Idaho)
Kellogg es una ciudad ubicada en el condado de Shoshone en el estado estadounidense de Idaho. En el año 2010 tenía una población de 2.120 habitantes y una densidad poblacional de 424 personas por km².

## Geografía
Kellogg se encuentra ubicado en las coordenadas 47°32′18″N 116°7′31″O / 47.53833, -116.12528. Según la Oficina del Censo, la localidad tiene un área total de 5 km² (1,9 mi²), de la cual 5 km² (1,9 mi²) es tierra y 0 km² (0 mi²) (0.0%) es agua.

## Demografía
En el 2000 la renta per cápita promedia del hogar era de $25,898, y el ingreso promedio para una familia era de $32,260. En 2000 los hombres tenían un ingreso per cápita de $29,214 contra $17,391 para las mujeres. El ingreso per cápita para la localidad era de $16,274. Alrededor del 21.8% de la población estaba bajo el umbral de pobreza nacional.